# 고빈다굽타
고빈다굽타(산스크리트어: गोविन्दगुप्त)는 굽타 제국의 황자이다. 그는 찬드라굽타 2세와 드루바데비의 아들이자 쿠마라굽타의 형제였다.
찬드라굽타와 쿠마라굽타는 서로 다른 시기에 굽타 왕좌를 차지했다. 고빈다굽타의 바사르 점토 인장에는 그를 마하라자("대왕")로 묘사하고 있으며, 그의 아들의 만드사우르 비문에는 그를 여러 왕을 멸망시킨 강력한 인물로 묘사하고 있다. 이것은 일부 역사학자들로 하여금 고빈다굽타가 짧은 기간 동안 굽타 왕좌를 차지했다는 이론을 세우게 되었다. 그러나 오늘날 역사가들 사이에서는 고빈다굽타가 결코 주권자가 아니었을 것이라는 견해가 일반적이다. 그는 굽타 제국의 티라부크티 속주를 다스린 우파리카(총독)이었을 것이다.

## 정보의 출처

### 바사르 점토 인장
고대 바이샬리 도시의 유적들 중 하나인 바사르에서 발견된 점토 도장에 따르면, 고빈다굽타는 굽타 황제 찬드라굽타 2세와 그의 아내 드루바데비의 아들이었다. 점토로 된 인장은 황후 드루바-스바미니를 찬드라굽타 마하라자디라자("황제")의 아내이자, 고빈다굽타 마하라자("대왕")의 어머니로 명명한다.
그의 바사르 점토 도장에서 고빈다굽타는 마하라자로 호칭된다.  고빈다굽타가 발행한 동전은 발견되지 않았으며 굽타 계보에는 그를 언급하지 않는다.

### 만드사우르 비문
고빈다굽타의 아들이 발행한 만드사우르에서 발견된 비문은 고빈다굽타를 칭송한다. 비문의 날짜는 서기 467년으로 거슬러 올라간다.
비문은 그에 의해 파괴된 왕들이 그의 발에 머리를 숙이고 신들의 왕인 인드라조차도 그를 두려워했다고 주장한다. 그것은 고빈다굽타는 고빈다 신(비슈누)만큼 유명했고, 디티와 아디티의 아들들과 닮았다고 말한다(힌두 신화에서 디티는 다이트야 또는 악마들의 어머니이며, 아디티는 데바들의 어머니이다; 시인은 명백히 고빈다굽타를 육체적인 힘에 있어서 악마들과, 그리고 영적인 미덕에 있어서 신들과 비교하기 위한 것이었다).

### 데오가르 비문
다샤바타라 사원 안뜰의 기둥에서 발견된 데오가르 비문에는 '케샤바푸라-스바미-파다야 바가바타 고빈다시야 다남'이라는 문구가 포함되어 있다. 학자 V. S. 아가르왈라는 이 구절을 고빈다굽타가 사원을 의뢰했다는 의미로 해석한다.

## 정치적 지위
굽타 왕조의 공식적인 계보에 따르면 찬드라굽타 2세는 그의 아들 쿠마라굽타가 계승했다. 그러나 바사르 점토 도장은 굽타 황후 드루바스바미니를 마하라자 고빈다굽타의 어머니로 묘사하고 있으며, 그녀의 다른 아들 쿠마라굽타에 대해서는 언급하지 않는다. 고빈다굽타는 그와 그녀의 어머니가 살았던 바이샬리를 주도로 한 굽타 부크티(속주)인 티라부크티의 총독이었던 것으로 보인다. 이것은 그 지역에서 드루바스바미니가 쿠마라굽타의 어머니가 아니라 고빈다굽타의 어머니로 알려진 이유를 설명할 수 있다. 대안적인 설명은 고빈다굽타가 명백한 후계자였을 수도 있다는 것이다.
역사가 D. R. 반다르카르는 바사르 인장을 해석하여 고빈다굽타가 찬드라굽타의 후계자라는 이론을 세웠고, 411년(찬드라굽타의 마지막 알려진 날짜)과 414년(쿠마라굽타의 가장 이른 날짜) 사이의 짧은 기간 동안 통치했다고 주장한다. 반다르카르는 나중에 이 이론을 포기했지만, 만드사우르 비문이 발견된 후 다른 학자들에 의해 부활했다. 비문은 고빈다굽타를 과거에 통치했던 장군으로 묘사하고 있으며, 그가 강력한 왕이었음을 시사한다.
역사가 빈데슈와리 프라사드 싱하는 찬드라굽타 치세 말년에 고빈다굽타가 중부 인도로 옮겨져 서부 말와 지역의 총독으로 임명되었다는 이론을 세웠다.
그의 정치적 지위에 대한 다양한 이론은 다음과 같다.
- 고빈다굽타는 독립적인 통치자가 아니었다. 만드사우르 비문에 포함된 찬송가적 묘사는 그가 통치자였다는 것을 반드시 의미하지는 않는다.[1] 그는 총독의 직위와 같은 높은 직위에 있었을 수도 있고, 쿠마라굽타의 노년기에 섭정을 했을 수도 있다.[1]

- 고빈다굽타는 명백한 후계자였지만 그의 아버지보다 먼저 죽었고 그로 인해 다음 계승자인 쿠마라굽타가 새로운 황제가 되었다.[1]

- 역사가 S. 크리슈나스와미 아이얀가르는 쿠마라굽타가 명백한 후계자이며 원래 바이샬리를 통치하도록 지정되었다는 이론을 세웠다. 그러나 그의 부재시 그 자리는 그가 미성년자였기 때문에 그의 어머니가 섭정으로 활동한 고빈다굽타에게 할당되었다.[1]

- 고빈다굽타는 쿠마라굽타 또는 그의 후계자 스칸다굽타에 반란을 일으켜 짧은 기간 동안 독립 왕국을 세웠다. 예를 들어, 그는 스칸다굽타가 후나족과 싸우기 위해 수도를 떠났을 때 왕좌를 장악했을 수 있다.[1] 고빈다굽타의 독립 왕국은 서부 말와 지역에 위치했을 수 있다.[3]

- 화폐학자 PL 굽타에 따르면 고빈다굽타는 그의 아버지를 계승했으며 그의 형제 쿠마라굽타에 의해 전복되었을 수 있다.[3] 찬드라굽타의 마지막 연대는 서기 412년-413년(굽타 93년)이며, 쿠마라굽타의 마지막 연대는 서기 415년(굽타 96년 빌사드 비문)이다. 따라서, 고빈다굽타는 서기 413년에서 415년 사이에 왕좌를 차지했을 수도 있다.[3]

- 반다르카르는 후에 고빈다굽타와 쿠마라굽타가 동일인물이이라는 이론을 세웠다. 이 두 번째 이론은 쿠마라굽타의 동전 중 일부에 기반을 두었는데, 이 동전들은 "고"라고 쓰인 것으로 보인다. 역사학자 R. C. 마줌다르는 이 기호가 나라심하굽타의 동전에서도 나타난다는 점을 지적하면서 이를 약한 증거라고 일축한다.[1]

현대 역사가들 사이의 일반적인 견해는 고빈다굽타가 쿠마라굽타의 남동생이라는 것이다. 그는 명백한 후계자가 아니었고 굽타 왕좌에 오르지 않았다.

## 서지
- Ashvini Agrawal (1989). 《Rise and Fall of the Imperial Guptas》. Motilal Banarsidass. ISBN 978-81-208-0592-7.
- R. C. Majumdar (1981). 《A Comprehensive History of India》. 3, Part I: A.D. 300-985. Indian History Congress / People's Publishing House. OCLC 34008529.
- Tej Ram Sharma (1989). 《A Political History of the Imperial Guptas: From Gupta to Skandagupta》. Concept. ISBN 978-81-7022-251-4.